# Aberdeen (stacja kolejowa w Australii)
Aberdeen – stacja kolejowa w miejscowości Aberdeen, w regionie Hunter, w stanie Nowa Południowa Walia, w Australii. Otwarcie stacji nastąpiło 20 października 1870 roku.

## Peron i usługi
Stacja ma jeden peron i pętlę mijania. Jest on obsługiwany przez NSW TrainLink linię Hunter kursującą między Hamilton (Newcastle) i Scone. Pociągi kursują na tej trasie trzy razy dziennie w dni powszednie i dwa w weekendy.
Jest również obsługiwana przez codzienny kurs w kierunku północnym TrainLink Xplorer do Armidale i Moree z kursem do Sydney.
W 2010 roku stacja została odnowiona i zbudowano nową wiatę i mury oporowe.